# Zimbabwe op de Olympische Zomerspelen 2012
Zimbabwe nam deel aan de Olympische Zomerspelen 2012 in Londen, Verenigd Koninkrijk.

## Deelnemers en resultaten
(m) = mannen, (v) = vrouwen

### Atletiek
| Olympiër          | Onderdeel    | Resultaat | Prestatie      |
| ----------------- | ------------ | --------- | -------------- |
| Cuthbert Nyasango | marathon (m) | 7e        | 2:12.05        |
| Wirimayi Zhuwawo  | marathon (m) | 15e       | 2:14.09        |
|                   |              |           |                |
| Sharon Tavengwa   | marathon (v) | dnf       | niet gefinisht |

### Roeien
| Olympiër               | Onderdeel | Resultaat | Prestatie                                                                                                  |
| ---------------------- | --------- | --------- | --- |
| Jamie Fraser-Mackenzie | skiff (m) | 30e       | serie 3: 7.16,83 (5e) herkansing serie 2: 7.19,85 (4e) HF E/F serie 2: 7.33,81 (3e) E-finale: 7.46,49 (6e) |
|                        |           |           | |
| Micheen Thornycroft    | skiff (v) | 14e       | serie 2: 7.47,10 (3e) KF serie 3: 7.56,66 (4e) HF C/D serie 2: 7.51,02 (1e) C-finale: 8.07,52 (2e)         |

### Triatlon
| Olympiër            | Onderdeel | Resultaat | Prestatie |
| ------------------- | --------- | --------- | --------- |
| Christopher Felgate | mannen    | 52e       | 1:53.53   |

### Zwemmen
| Olympiër        | Onderdeel            | Resultaat | Prestatie                                                             |
| --------------- | -------------------- | --------- | --------------------------------------------------------------------- |
| Kirsty Coventry | 100 m rugslag (v)    | 14e       | serie 4: 1.00,24 (4e; 15e tijd) HF 2: 1.00,39 (7e; 14e tijd)          |
| Kirsty Coventry | 200 m rugslag (v)    | 6e        | serie 5: 2.08,14 (2e; 3e tijd) HF 2: 2.08,32 (2e; 6e tijd) F: 2.08,18 |
| Kirsty Coventry | 200 m wisselslag (v) | 6e        | serie 5: 2.10,51 (2e; 2e tijd) HF 1: 2.10,93 (3e; 8e tijd) F: 2.11,13 |

Afghanistan · Albanië · Algerije · Amerikaanse Maagdeneilanden · Amerikaans-Samoa · Andorra · Angola · Antigua en Barbuda · Argentinië · Armenië · Aruba · Australië · Azerbeidzjan · Bahama's · Bahrein · Bangladesh · Barbados · België · Belize · Benin · Bermuda · Bhutan · Bolivia · Bosnië en Herzegovina · Botswana · Brazilië · Britse Maagdeneilanden · Brunei · Bulgarije · Burkina Faso · Burundi · Cambodja · Canada · Centraal-Afrikaanse Republiek · Chili · China · Chinees Taipei · Colombia · Comoren · Congo-Brazzaville · Congo-Kinshasa · Cookeilanden · Costa Rica · Cuba · Cyprus · Denemarken · Djibouti · Dominica · Dominicaanse Republiek · Duitsland · Ecuador · Egypte · El Salvador · Equatoriaal-Guinea · Eritrea · Estland · Ethiopië · Fiji · Filipijnen · Finland · Frankrijk · Gabon · Gambia · Georgië · Ghana · Grenada · Griekenland · Groot-Brittannië · Guam · Guatemala · Guinee · Guinee‑Bissau · Guyana · Haïti · Honduras · Hongarije · Hongkong · Ierland · IJsland · India · Indonesië · Irak · Iran · Israël · Italië · Ivoorkust · Jamaica · Japan · Jemen · Jordanië · Kaaimaneilanden · Kaapverdië · Kameroen · Kazachstan · Kenia · Kirgizië · Kiribati · Koeweit · Kroatië · Laos · Lesotho · Letland · Libanon · Liberia · Libië · Liechtenstein · Litouwen · Luxemburg · Macedonië · Madagaskar · Malawi · Maldiven · Maleisië · Mali · Malta · Marshalleilanden · Marokko · Mauritanië · Mauritius · Mexico · Micronesië · Moldavië · Monaco · Mongolië · Montenegro · Mozambique · Myanmar · Namibië · Nauru · Nederland · Nepal · Nicaragua · Nieuw-Zeeland · Niger · Nigeria · Noord-Korea · Noorwegen · Oeganda · Oekraïne · Oezbekistan · Oman · Oostenrijk · Oost-Timor · Pakistan · Palau · Palestina · Panama · Papoea-Nieuw-Guinea · Paraguay · Peru · Polen · Portugal · Puerto Rico · Qatar · Roemenië · Rusland · Rwanda · Saint Kitts en Nevis · Saint Lucia · Saint Vincent en Grenadines · Salomonseilanden · Samoa · San Marino · Sao Tomé en Principe · Saoedi-Arabië · Senegal · Servië · Seychellen · Sierra Leone · Singapore · Slovenië · Slowakije · Soedan · Somalië · Spanje · Sri Lanka · Suriname · Swaziland · Syrië · Tadzjikistan · Tanzania · Thailand · Togo · Tonga · Trinidad en Tobago · Tsjaad · Tsjechië · Tunesië · Turkije · Turkmenistan · Tuvalu · Uruguay · Vanuatu · Venezuela · Verenigde Arabische Emiraten · Verenigde Staten · Vietnam · Wit-Rusland · Zambia · Zimbabwe · Zuid-Afrika · Zuid-Korea · Zweden · Zwitserland · Onafhankelijke atleten